# Lembit Oll
Lembit Oll (Kohtla-Järve, 23 april 1966 - Tallinn, 17 mei 1999) was een Estisch schaker.
Hij was al als jeugdspeler vrij succesvol en werd nationaal kampioen van Estland in 1982, jeugdkampioen van de Sovjet-Unie in 1984 en werd verscheidene malen Europees jeugdkampioen en Wereldjeugdkampioen. In 1989 won hij toernooien in Espoo, Tallinn (zonetoernooi) en Helsinki. Daarnaast zegevierde hij in 1990 in Terrassa, in 1991 in Sydney en Helsinki, in 1992 in Sevilla en in 1993 in Vilnius, Den Haag en Antwerpen. In 1994 won hij samen met zijn landgenoot Jaan Ehlvest het New York Open. In 1995 bond hij wederom het toernooi in Helsinki en tevens het zonetoernooi in Riga aan zijn zegekar. In 1996 volgde Sint-Petersburg, waarop in 1997 nog 3 zeges volgden: in Køge en gedeelde eerste plaatsen in Szeged en Hoogeveen.
De FIDE kende hem in 1983 de IM-titel toe; de IGM-titel volgde in 1992. Vanaf toen kwam hij regelmatig tijdens Schaakolympiades en Europese teamkampioenschappen voor Estland uit.
Lembit Oll kwam op diverse Schaakolympiades viermaal voor Estland uit:

1992 - bord 2, (+7 -1 =6), 30e Olympiade in Manilla;

1994 - bord 1, (+3 -2 =8), 31e Olympiade in Moskou;

1996 - bord 2, (+2 -1 =9), 32e Olympiade in Jerevan;

1998 - bord 1, (+1 -0 =7), 33e Olympiade in Elista.

Begin 1998 bereikte hij zijn toprating: 2655.
Zijn laatste toernooi speelde hij in 1999 in Nova Gorica met een gedeelde tweede plaats als resultaat.
Oll, die in de loop der tijd was gehuwd, begon aan depressies te lijden na zijn scheiding. Hij sprong op 33-jarige leeftijd uit het raam van zijn woning op de 4e verdieping en kwam daarbij om. Ondanks zijn grote persoonlijke problemen bezette hij op dat moment toch nog de 42e plaats op de wereldranglijst. Hij ligt begraven in Tallinn, niet ver verwijderd van het graf van een andere grote naam uit de schaakhistorie, Paul Keres.